# Aphanocladium album
Aphanocladium album är en svampart som först beskrevs av Preuss, och fick sitt nu gällande namn av W. Gams 1971. Aphanocladium album ingår i släktet Aphanocladium och familjen Nectriaceae.   Inga underarter finns listade i Catalogue of Life.